# Edolo
Edolo là một đô thị trong tỉnh tỉnh Brescia thuộc vùng Lombardia, Ý. Đô thị này có diện tích kilômét vuông, dân số người. Các đơn vị dân cư trực thuộc là: Cortenedolo, Vico, Mu.
Edolo giáp với: Corteno Golgi, Incudine, Lovero, Malonno, Monno, Ponte di Legno, Saviore dell'Adamello, Sernio, Sonico, Temù, Tovo di Sant'Agata, Vezza d'Oglio, Vione.